# Vis-à-vis

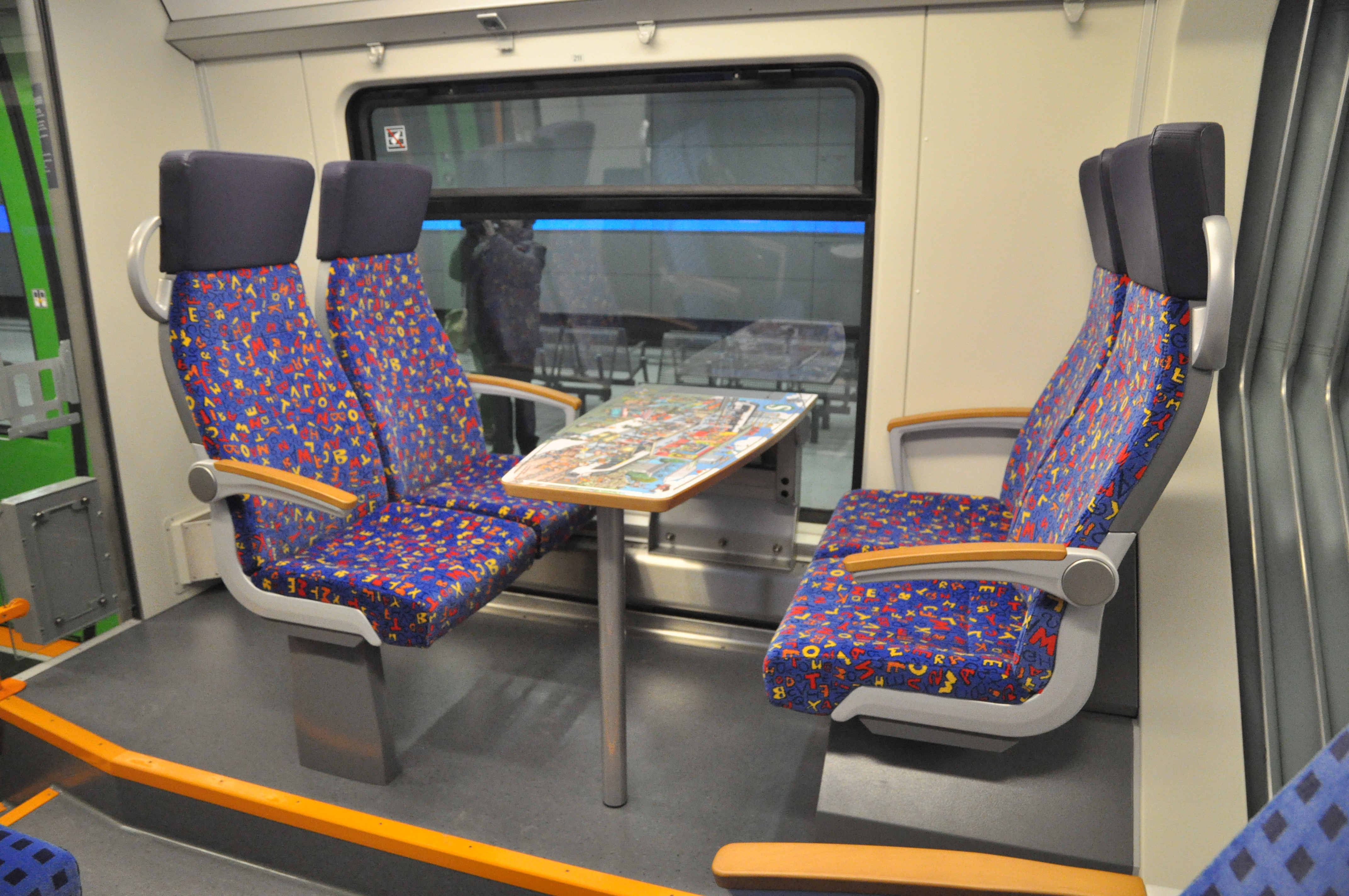
Vis-à-vis-Bestuhlung in der S-Bahn

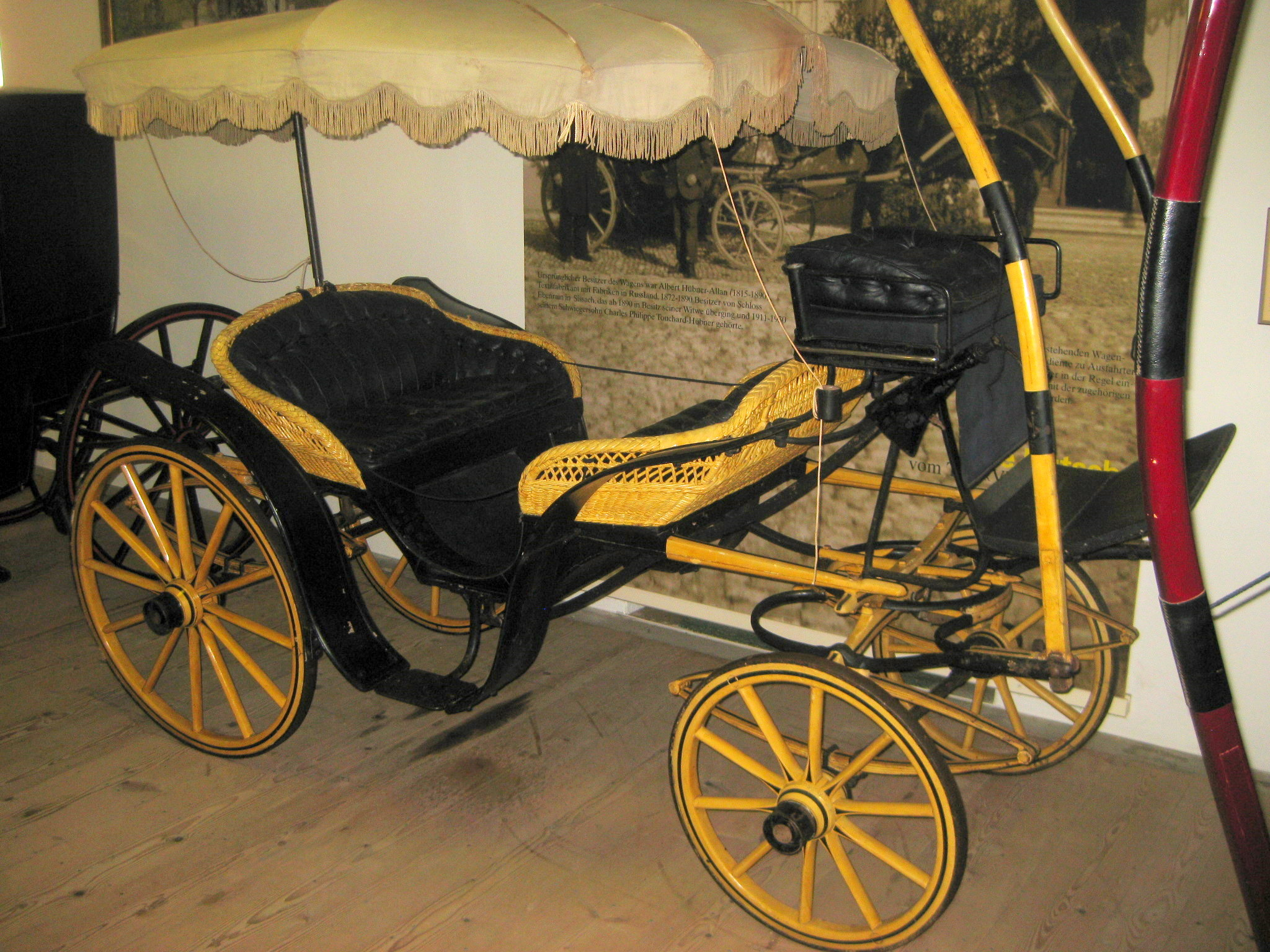
Historische Vis-à-vis-Kutsche

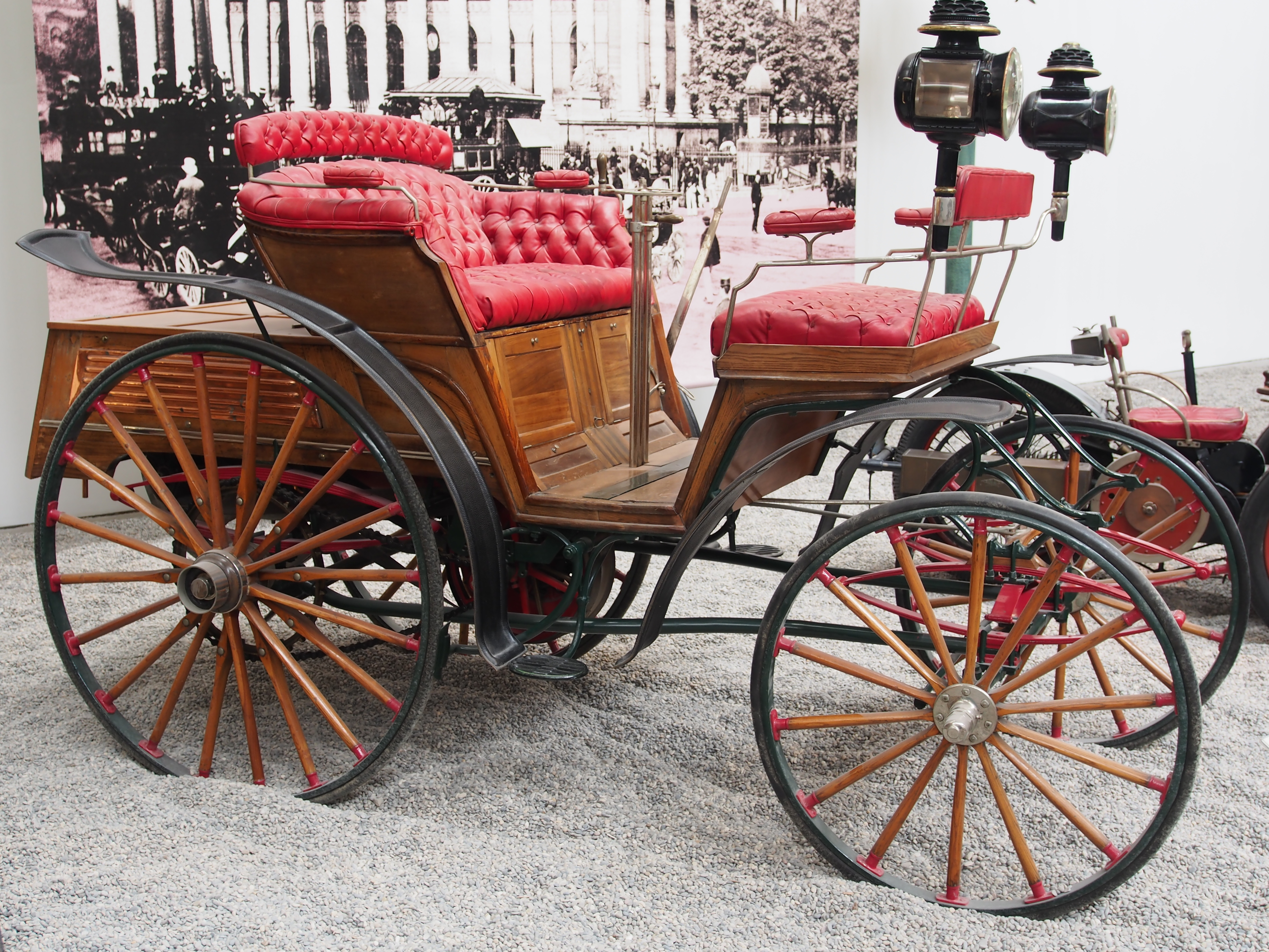
Benz Vis-à-Vis Automobil (1893)

Ein Vis-à-vis (IPA: [vizaˈviː], anhörenⓘ) ist ein Wagen mit gegenüberliegenden Sitzen oder Sitzbänken. Diese Sitzanordnung gibt es bei Kutschen, Eisenbahnwagen und (hauptsächlich frühen) Automobilen. Der Begriff kommt aus dem Französischen und bedeutet wörtlich „von Angesicht zu Angesicht“. Im deutschen Sprachraum wird der Begriff auch für „gegenüber“ benutzt.

## Kutschen
Die Vis-à-vis-Kutsche ist durch die Sitzanordnung einem Landauer sehr ähnlich, allerdings kann man sie nicht so wetterfest schließen. Das Verdeck einer Vis-à-vis bietet nur Schutz vor leichtem Regen oder starker Sonne. Die Vis-à-Vis war dadurch eher ein Sommerwagen für Herrschaften. Durch das Fehlen der Türen und der schweren Verdeckaufbauten war sie allerdings entsprechend leichter und dadurch für lange Strecken oder schnelleres Fahren besser geeignet als der von der Bequemlichkeit her vergleichbare Landauer.

## Automobile
Bei Automobilen wurde diese Karosserieform nach 1902 nur noch selten verwendet, da immer mehr Automobilhersteller zum Frontmotor übergingen. Viersitzige Autos hatten daraufhin zunächst die Karosserieform Tonneau. Daraus entwickelte sich der Doppelphaeton. In Autos mit Pullman-Karosserie und in Stretch-Limousinen wird vis-à-vis auch heute noch verwendet.
Auch in Stadtbussen werden meist einzelne Sitzgruppen vis-à-vis gruppiert, am häufigsten anzutreffen sind Gruppierungen mit je zwei Sitzen pro Seite. In manchen Bussen findet sich im hinteren Teil des Fahrzeugs auch eine vis-à-vis-Gruppierung, mit mehreren Sitzen quer zur Fahrtrichtung.

## Eisenbahn
In Reisezugwagen ist vis-à-vis eine häufig verwendete Sitzanordnung. Bei Abteilwagen sind Sitzbänke oder Einzelsitze vis-à-vis angeordnet; bei Großraumwagen werden meist Vis-à-vis-Sitzgruppen mit hintereinander in eine Richtung angeordneten Sitzen kombiniert. Einige Fahrzeuge, wie die Triebzüge der DB-Baureihe 423, haben ausschließlich Vis-à-vis-Bestuhlung. Zwischen den vis-à-vis angeordneten Sitzen kann sich – besonders in der ersten Wagenklasse – ein Tisch befinden. In Mehrzweckabteilen finden sich häufig Klappsitze quer zur Fahrtrichtung in Vis-à-vis-Anordnung; auch im Oberdeck von Doppelstockwagen sind Sitze manchmal quer zur Fahrtrichtung vis-à-vis angeordnet.
Auch in U-Bahnen (Stadtbahn), Straßenbahnen wird, wie auch bei Stadtbussen, vis-à-vis häufig für einzelne Sitzgruppen mit meistens insgesamt 4 Sitzen verwendet.